# International Impact
 (septembre 2023).
International Impact est une organisation non gouvernementale française présente dans 37 pays et mobilisant mille personnes environ. Son but est d'accompagner les organisations solidaires afin d'optimiser leurs impacts sociaux, économiques et environnementaux.
Les principaux leviers d’actions de l’ONG sont le financement de projets et l'envoi  de volontaires (Volontariat de Solidarité Internationale, service civique, Volontariat d'initiation et Volontariat de Compétences).

## Histoire

### Les débuts
Le 5 juin 2001, Jean-Christophe Crespel entrepreneur social, Auray Aun, secrétaire de l’ONG du Cambodge Krousar Thmey (Nouvelle Famille en khmer), et François-Xavier Tramond, enseignant en mécénat à Sciences Po Paris, fondent l’ONG appelée « Tour du Monde Humanitaire ». Le projet prend la forme d’un tour de la planète appelé Nomades On Line et fondé sur 3 piliers : le voyage, la solidarité et les nouvelles technologies. Jean-Christophe Crespel et Auray Aun se rendent dans une vingtaine de pays d’Asie et d’Amérique latine à la rencontre de 20 ONG partenaires.
L'association se réactive en 2013 afin d’accompagner des étudiants de l’école d’ingénieurs agronomes de Purpan à partir en stages en pays en développement en Asie, Afrique et Amérique Latine.
Elle devient membre du Programme Solidarité Eau, réseau multi-acteurs qui s’engage pour garantir l’accès à l’eau et à l’assainissement pour tous ainsi que pour la gestion durable des ressources en eau (ODD 6) dans les pays en développement.
En janvier 2017, l’ONG «Tour du Monde humanitaire» change de nom et devient «International Impact».
En 2022, International Impact devient la 1ère organisation dee Services Civiques Internationaux d'après l'INJEP.

## Projets
L'ONG mène plusieurs programmes : Volontariat, Service Civique, Voyageurs Solidaires, incubation de projets. 
Elle est le soutien principal à la fondación Ecuasol dont elle gère les parrainages et les dons. 

### Ecuasol
Jean-Christophe Crespel et d’anciens volontaires créent la fundación Ecuasol (ONG équatorienne d’aide à l’enfance défavorisée). Elle agit dans un bidonville au nord de Quito, la capitale. Ecuasol depuis 2002 soutient les enfants dans leur éducation et leur scolarité. Elle prépare la population aux situations de catastrophes naturelles et a permis à plus de 100 enfants d’être scolarisés, à plusieurs milliers d’habitants d’être préparés aux futures catastrophes et à une centaine de volontaires européens de venir aider les plus démunis.

### Odyssébus
Le conseil d'administration envoie le directeur et sa famille en mission international en Europe et au Moyen-Orient dans un éco-bus à impériale. Cela prendra le nom de Mission Odyssébus. Le projet durera 14 mois. Il donnera naissance à une web-série documentaire pour les enfants produite par le groupe Bayard.

## Financements
L'ONG bénéficie de dons de particuliers et de soutiens du Ministère de la Jeunesse.